# Монтекјаро (Сијена)
Монтекјаро је насеље у Италији у округу Сијена, региону Тоскана.
Према процени из 2011. у насељу је живело 18 становника. Насеље се налази на надморској висини од 277 м.